# Bořitové z Budče
Bořitové z Budče byl vladycký rod z Moravy, který povýšil do panského stavu v roce 1687. Přídomek byl odvozen podle tvrze a vsi Budeč. V roce 1729 vymřel rod po meči.

## Historie
První písemné zmínky se objevují ve 14. století, kdy jsou Bořitové uvedeni jako majitelé Budče a dalších drobných statků v Moravském markrabství. Oni sami svůj původ odvozovali od Vršovců, ale spolehlivá posloupnost tohoto vladyckého rodu počíná až v 16. století. V roce 1687 povýšil císař Leopold I. do stavu svobodných pánů Františka Rudolfa Bořitu, který zdědil majetek v Rakousku. Po jeho smrti v roce 1729 skončila mužská linie zprvu moravského a později rakouského vojenského rodu, protože František Rudolf neměl žádného syna.

## Čenové rodu
- Předkové rodu Bořitů koupili v roce 1374 Staré Hobzí a Budeč na jihozápadu Moravy. Zprvu se psali „z Redhoště“, později „z Hobzí“ a nakonec „z Budče“.[3]
- Jindřich Bořita prodal v roce 1520 Budeč včetně tvrze Jindřichovi Koňasovi z Vydří.
- Bohuslav Bořita z Budče (asi 1540–1602)[4] byl třikrát ženatý, českobratrského vyznání, nakupoval dvory, pole, chmelnice apod. a vytvořil bořitovské dominium, jež patřilo k největším rytířským statkům na Moravě. V roce 1588 koupil od Mikuláše Leskovského z Leskovce tvrz s městečkem Líšeň.[5][6] Kromě Budče se Bohuslav podepisoval „na Jiříkovicích“ a po zakoupení větších statků také „na Líšni“ a „v Sokolnicích“. Měl 3 syny a dceru Juliánu. Po smrti Bohuslava bylo bořitovské panství rozděleno mezi jeho dva syny takto:
- Jan Melichar Bořita (* asi 1585–1652) zdědil Sokolnice, Telnici, Kobylnice, Ponětovice, Horákov a Medlánky. Věnoval se vojenské kariéře a na svém panství se příliš nezdržoval. V roce 1605 bojoval pod vedením Jiřího z Hodic proti Bočkajovi. V roce 1610 se oženil s Kateřinou, dcerou svého velitele († 20. února 1632, Břeh). Od roku 1614 byl plukovníkem jízdy moravských stavů. V roce 1619 se zúčastnil bitvy u Věstonic, v témže roce byl poraženým vojskem Dampiera vypálen jeho sokolnický zámek (tvrz?) a okolní vsi byly zpustošeny.[7] Jan Melichar Bořita se potýkal s dluhy.[8] Po bitvě na Bílé hoře mu hrozila konfiskace majetku, ale Alžběta Bergerová z Bergu zasáhla u Františka z Ditrichštejna a v roce 1622 si celé sokolnické panství od Jana Melichara Bořity koupila.[9][10] Po prodeji panství bydlela rodina Jana Melichara na zámku v Českém Rudolci; ten zdědila v roce 1612 po svém otci Kateřina z Hodic, manželka Jana Melichara. Hodičtí i Bořitové byli českobratrského vyznání a odmítli konvertovat ke katolicismu. Proto dne 16. června 1629 emigrovali. Exulanty se stali: bývalý sokolnický pán Jan Melichar Bořita se svojí manželkou Kateřinou spolu s vdovou Marií Annou z Hodic (matkou Kateřiny) a její nedospělou dcerou Apolenou. Z korespondence Karla staršího ze Žerotína, který se za tyto osoby přimlouval, nelze vyčíst mnoho. Čtveřice exulantů se držela pohromadě, zprvu žila v Lešně, ale brzy poté se přestěhovala do Břehu, kde Kateřina zemřela.[11]

- Hynek Bořita († asi 1618) zdědil Líšeň, Slatinu, Obce a Jiříkovice. V letech 1609–1614 rozšířil a renesančně přestavěl kostel svatého Jiljí;[12] v jehož interiéru se zachoval alianční znak s erby Hynka Bořity z Budče na Líšni a Jiříkovicích a jeho manželky Marie Bořitové, rozené Teufenbachové z Mayrhofenu. V zemských deskách převedl v roce 1628 jeho syn Jan Rudolf Bořita Líšeň na Alžbětu Bergerovou z Bergu.[5]

## Erb

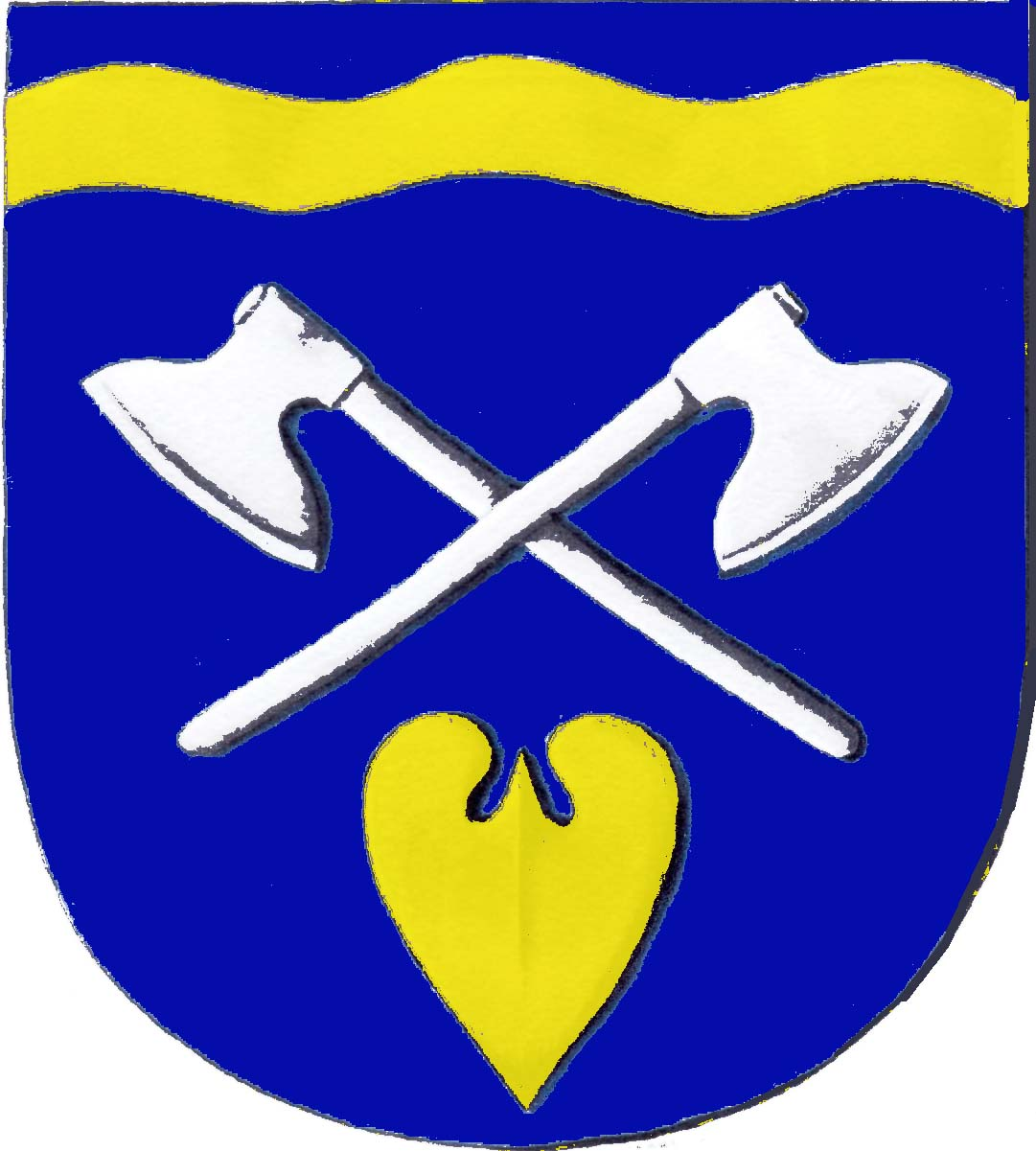
Znak Budče

V modrém štítu erbu jsou dvě zkřížené středověké válečné sekery zvané bradatice. Některé prameny uvádějí, že bradatice byly už v erbu Vršovců, k nimž se Bořitové hlásili. Podobný erb mají Sekerkové ze Sedčic či obec Bransouze. Přímá souvislost s rodem Bořitů je ve znaku obce Budeč.

## Příbuzenství
Bořitové z Bystřice, Hodičtí z Hodic, Skrbenští z Hříště...